# دیوید گرین (کارگردان)
دیوید گرین (انگلیسی: David Greene؛ ۲۲ فوریهٔ ۱۹۲۱ – ۷ آوریل ۲۰۰۳) یک هنرپیشه، کارگردان، فیلم‌نامه‌نویس و تهیه‌کننده اهل بریتانیا بود. از آثار او می‌توان به کنت مونت کریستو اشاره نمود.